# Polovragi, Gorj
Polovragi este satul de reședință al comunei cu același nume din județul Gorj, Oltenia, România.

## Vezi și
- Biserica de lemn din Polovragi
- Biserica bolniță a mănăstirii Polovragi
- Mănăstirea Polovragi
- Peștera Polovragi

 Acest articol despre o localitate din județul Gorj este deocamdată un ciot. Puteți ajuta Wikipedia prin completarea lui.